# Pseudoeurycea mixcoatl
Espèce
Statut de conservation UICN

 CR  : 
En danger critique
Pseudoeurycea mixcoatl est une espèce d'urodèles de la famille des Plethodontidae.

## Répartition
Cette espèce est endémique du Guerrero au Mexique. Elle se rencontre entre 2 200 et 2 600 m d'altitude dans la Sierra Madre del Sur,.

## Étymologie
Le nom spécifique mixcoatl vient du nahuatl mixtli, le nuage, et de côâtl, qui signifie parfois le serpent mais ici signifie le compagnon, en référence à l'habitat de cette espèce, la forêt de nuage.

## Publication originale
- Adler, 1996 : The salamanders of Guerrero, Mexico, with descriptions of five new species of Pseudoeurycea (Caudata: Plethodontidae). Occasional Papers of the Museum of Natural History, University of Kansas, vol. 177, p. 1-28 (texte intégral).